# Abraxas sesquilineata
Abraxas sesquilineata är en fjärilsart som beskrevs av W. Warren 1899. Abraxas sesquilineata ingår i släktet Abraxas och familjen mätare. Inga underarter finns listade i Catalogue of Life.